# القتل المنظم
القتل المنظم "Gendercide"، هو القتل المتظم لأعضاء جنس معين، ويرتبط هذا المصطلح بالمفاهيم العامة للاعتداء والقتل ضد الضحايا بسبب جنسهم، حيث أن العنف ضد النساء والرجال يمثل مشاكل تعالجها جهود حقوق الإنسان.

ويتشابة مصطلح «القتل المنظم» مع مصطلح «الإبادة الجماعية» في ارتكاب جرائم القتل الجماعي، ومع ذلك، فإن أهداف «القتل المنظم» جنس واحد فقط، سواء كانوا رجالا أو نساء، وتفيد التقارير بأن «القتل المنظم» مشكلة متزايدة في عدة بلدان، كما تفيد إحصائيات التعداد أن نسبة الذكور إلى الإناث في بلدان مثل الصين والهند تصل إلى 120 رجلا لكل 100 امرأة، كما يتأخذ «القتل المنظم» أشكال الإجهاض وقتل الأطفال، والعنف القائم ضد جنس معين في أي مرحلة من مراحل الحياة.

وتندرج محرقة اليهود ضمن فئة الإبادة الجماعية، ولكن يمكن تصنيفها أيضا على أنها "قتل المنظم"، وفي مثل هذه الحالات، تم اختيار النساء للتنفيذ أكثر من نظرائهن من الذكور، حيث أرسلت الإناث إلى "معسكرات العمل" حيث قتل العديد منهن، وعلاوة على ذلك، فإن تصنيف مناطق الحرب يشمل «القتل المنظم» لجنس الذكور، فالرجال الذين كانوا قادرين على المشاركة في الجيش اعتبروا "عسكرة" في حين وصف الرجال الآخرون "غير مقاتلين" والذين لم يتمكنوا من الانخراط في المجموعة الفرعية المدنية لأن ذلك كان يشمل فقط النساء والأطفال، وبسبب عدم إدراجهم في المجموعتين المهيمنتين، باعتبارهما الفئة العسكرية والمجموعة المدنية، فقد استهدفت ممارسة «القتل المنظم» المجموعة غير المقاتلة من الذكور والتي تلقت "معاملة مميتة بشكل خاص، وكان ينظر إلى إعدام النساء على أنه قطع لعملية الإنجاب.

## أصل المصطلح
وقد صاغ مصطلح "القتل المنظم Gendercide" لأول مرة من قبل النسوية الأمريكية ماري آن وارن "Mary Anne Warren" في كتابها عام 1985، القتل المنظم: الآثار المترتبة على اختيار الجنس، وهو يشير إلى القتل الجماعي الانتقائي القائم على نوع الجنس، ووجه وارن «تشابها بين مفهوم الإبادة الجماعية» وما أسمته «القتل المنظم» في كتابها، حيث كتبت «وارن»:

وعلى النقيض من ذلك، فإن القتل المنظم سيكون الإبادة المتعمدة للأشخاص من جنس معين أو نوع الجنس، وقد استخدمت مصطلحات أخرى، مثل «الإبادة الجماعية» و«قتل الإناث»، للإشارة إلى القتل غير المشروع للفتيات والنساء، ولكن «القتل المنظم» هو مصطلح محايد جنسيا، حيث أن الضحايا قد يكونوا ذكورًا أو إناثًا، وهناك حاجة لمثل هذا المصطلح المحايد جنسيا، حيث أن القتل التمييزي على أساس الجنس أمر خاطئ تماما عندما يكون الضحايا من الذكور، ويسترعي هذا المصطلح أيضا الانتباه إلى أن أدوار الجنسين كثيرا ما تكون لها عواقب مميتة، وأنها في جوانب هامة مماثلة للعواقب المميتة الناجمة عن التحامل العنصري والديني والطبقي.

## قتل النساء
يتم تعريف "قتل النساء بالانجليزية Femicide" على أنه القتل المنظم ضد النساء لأسباب مختلفة، وعادة ما تكون هذة الأسباب ثقافية، ووفقاً للأمم المتحدة تتراوح النسبة بين الجنسين الطبيعية بيولوجياً عند الولادة بين 102 إلى 106 من الذكور لكل 100 أنثى، ومع ذلك، لوحظت نسب أعلى من المعتاد في بعض الأحيان تصل إلى 130 ذكر، وهذا هو الآن الذي يسبب القلق المتزايد في بعض دول جنوب آسيا وشرق آسيا ووسط آسيا، ومثل هذه الفوارق تعكس دائما ظاهرة تفضيل الذكور عن الأناث نتيجة لعوامل اجتماعية وثقافية وسياسية واقتصادية متجذرة بعمق.

وتعد أكثر أشكال قتل الإناث انتشاراً هو شكل "وأد الأطفال infanticide" القائم على "الإجهاض الانتقائي بسبب جنس الجنين" في الثقافات مع وجود تفضيلات قوية للذكور خاصة في بلدان مثل الصين والهند، ووفقا للأمم المتحدة، نسب الذكور إلى الإناث، تتراوح من 102 ذكر إلى 106 ذكر لكل 100 فتاة في الظروف العادية، إلا أن هذه النسب قد شهدت تغيرات جذرية.

نسب الجنس عند الولادة مع مرور الوقت في الصين.
- 106: 100 عام 1979 «106 صبي لكل 100 بنت».
- 111: 100 عام 1988.
- 117: 100 عام 2001.
- 120: 100 عام 2005.

في الهند، يفضل الأطفال الذكور لأن الآباء يبحثون عن ورثة سيعتنون بهم في شيخوختهم، بالإضافة إلى ذلك، فإن تكلفة المهر، وهو الثمن الذي يتعين على الأسرة دفعه مقابل زواج ابنتهما، مرتفعة جداً في الهند، بينما كان الوريث الذكر يجلب مهرًا إلى العائلة عن طريق الزواج، ووفقاً لجريدة إندبندنت «ذي إندبندنت» البريطانية، فإن تعداد عام 2011 أظهر أن عدد الفتيات أقل من عدد الفتيان دون السابعة من العمر، مقارنة بـ 6 ملايين في عام 2001 من 4.2 مليون في عام 1991.

وقد تم وصف جرائم القتل بدافع الشرف والتضحية بالنفس أو التسامح من قبل الإدارة الكردية في كردستان العراق ب القتل المنظم، من قبل «موجاب Mojab» عام 2003.

كانت هناك تقارير عن قتل النساء في "سيوداد خواريز Ciudad Juárez"،«تشيهواهوا» المكسيك، حيث تم تحديد 411 حالة اغتيال للنساء على أنها مسلسلة أو ذات طابع جنسي، عن طريق العنف الأسري والكراهية ضد المرأة، وكان الرد على جرائم القتل هذه هو تجريم قتل الإناث في البلاد.

وتكمن الآليات المعاصرة من القتل المنظم في العنف الجنسي ضد المرأة، وتعتبر الإناث في أفريقيا، جنوب الصحراء الكبرى «سيراليون، جمهورية الكونغو الديمقراطية، أنغولا» من المناطق التي هي أيضا في قلب «حزام الإيدز»، لذلك فالنساء ليست فقط معرضن للخطر بسبب العيش في أماكن تكثر بها حالات الاغتصاب على نطاق واسع، ولكن أيضا هن عرضة للإصابة بفيروس نقص المناعة البشرية، وتتضمن آليات «القتل المنظم» ضد النساء الشائعة نسبيًا، الامتناع النظامي عن الرعاية الطبية والرعاية الغذائية، التي تحدث في الغالب عبر نطاق «النظام الأبوي المتشدد» الممتد من الشرق عبر غرب آسيا وحتى شمال أفريقيا، وتكثر حالات وفيات النساء في نطاق سن المراهقة إلى سن الثلاثين خلال فترات الحمل من خلال الولادة، ويقدر «آدم جونز Adam Jones»، الشريك المؤسس لـ "Gendercide Watch"، وهي منصة أبحاث عبر الإنترنت تم إنشاؤها لنشر الوعي والمعرفة، أن ضحايا الحرمان من الرعاية الصحية للنساء يعادل تقريباً نفس عدد ضحايا الإبادة الجماعية التي وقعت عام 1994 في رواندا.

أكثر من 200,000 يموتون من النزيف، والولادة في الحافلات أو عربات الثيران، إن الافتقار إلى التعليم الصحي يقيد المعرفة الطبية الشائعة، وبالتالي لا يستطيع المارة تقديم المساعدة، بالإضافة إلى ذلك، فإن معدل الإصابات الناتجة عن الإجهاض الذاتي يساوي تقريبا 75000 حالة، كما يتميز تسمم الحمل، وهو حالة محتملة قبل وأثناء وبعد الولادة، بالنوبات الناجمة عن ارتفاع ضغط الدم، ويتسبب في قتل 75000 شخص آخر من خلال تلف في الدماغ والكليتين، علاوة على ذلك، يموت 100000 حالة من الإنتان، الذي ينشأ من خلال الالتهابات غير المعالجة من الرحم والأجزاء المتبقية من المشيمة التي تسمم مجرى الدم، كما تسبب الإصابات الناتجة عن عمل الإناث بسبب عوائق العمل تترنح تقريبا 400,000 حالة وفاة.

كما "أعد آدم جونز Adam Jones" الحلول الممكنة لمساعدة الأزمة في أفريقيا، وخلص إلى أن العلاج يتطلب تدريب حوالي 850 ألف عامل صحي، وفقاً لتقارير منظمة الصحة العالمية ومنظمة الأمم المتحدة للطفولة يونيسف، بالإضافة إلى تمويل الأدوية والمعدات الضرورية، وستبلغ التكلفة الإجمالية 200 مليون دولار، أي حوالي نصف عدد المقاتلات النفاثة ".

في الولايات المتحدة، يعتبر قتل الإناث السبب الرئيسي للوفاة بين النساء الأمريكيات من أصل أفريقي بين سن 15-45، وهو أيضا السبب السابع للموت بين جميع النساء، وهناك حالات ذكرت أن محاولات قتل النساء وقعت في العلاقات الجنسية نفسها.

## إبادة ذكرية
الإبادة الذكرية، هي نوع من القتل النظامي للرجال أو الأولاد لأسباب عديدة، غالبًا ما تكون ثقافية، وقد تحدث الإبادة الذكرية بالأنجليزية "Androcide" أثناء الحروب لإضعاف القدرة القتالية المحتملة للعدو، ومن الأمثلة على ذلك حملة الأنفال عام 1988 ضد الذكور الأكراد الذين اعتبروا «في سن القتال» أو ما بين 15 و 50 سنة تقريبًا في كردستان العراق، في حين أن العديد من هذه الوفيات وقعت بعد أن تم القبض على الرجال الأكراد ومعالجتهم داخل معسكر الاعتقال، حيث حدثت أسوأ الحالات من الإبادة الذكرية في نهاية الحملة «25 أغسطس: 6 سبتمبر 1988». 
وهناك حادثة أخرى من حوادث الإبادة الذكرية، وهي "مذبحة سربرنيتسا Srebrenica massacre" تعرف أيضا باسم الإبادة الجماعية في سربرنيتسا، والتي راح ضحيتها حوالي 8 آلاف شخص من المسلمين البوشناق أغلبهم من الرجال والصبيان في مدينة سربرنيتسا خلال حرب البوسنة والهرسك في يوليو 1995، وفي فبراير 2007، أكدت محكمة العدل الدولية ما أصدرته محكمة جرائم الحرب في يوغسلافيا السابقة بأن ماجرى في سريبرينيتسا كان إبادة جماعية، منذ صبيحة 12 يوليو، بدأت القوات الصربية بجمع الرجال والفتيان من اللاجئين في بوتوشاري واحتجازهم في مواقع منفصلة، ومع بدء صعود اللاجئين للحافلات للاتجاه شمالًا إلى المناطق الخاضعة للبوسنة، عمل جنود صربيا على منع واحتجاز الذكور ممن هم في عمر التجنيد الذين كانوا يحاولون الفرار، وفي بعض الأحيان، تم إيقاف الرجال الأصغر سنا وكبار السن أيضا «بعضهم كان في سن 14 أو 15 سنة».

## حالات القتل المنظم في الخيال
لقد تناولت السنيما عرض لقضية «القتل المنظم ضد النساء» وذلك في الفيلم الهندى "Matrubhoomi: A Nation Without Women "عام 2003، وهو الفيلم الذي أخرجه "Manish Jha"، ويظهر الحالة المأساوية للمرأة في عام 2050، الناتجة عن العنف المتراكم ضد النساء على مدى سنوات عديدة، وتدور أحداثة حول رجل ثري في قرية يكتشف وجود شابة ليست بعيدة عن منزله، فيقوم بشرائها كعبد جنس لاستخدامها من قبله ومن قبل أبنائه، وفي هذه البلدة البائسة التي لا يوجد فيها سوى الرجال، فإن عائلة هذا الرجل الثري تعاني من التمزق وتجد الضحية نفسها تحت سيطرت عدد أكبر من الرجال، وقد حصل الفيلم على اشادة من النقاد، وأثار الفليم جدلاً متزايداً حول مشكلة الاغتصاب المعاصرة في الهند وغيرها من قضايا حقوق الإنسان في البلاد.
يصور كتاب عام 1985 "قصة الخادمة بالانجليزية Handmaid's Tale" قصة ديكتاتورية عسكرية فاشستية تسيطر عليها زمرة من الأيديولوجيين الثيوقراطيين، ومع انخفاض عدد السكان من الرجال والنساء بشكل كبير، أصبحت النساء الخصبات نادرة نسبياً، وتضطر أعداد كبيرة من النساء غير الخصوبات إلى التحول إلى أعمال غير شخصية، وتمتعت المرأة الخصبة بحقوق قليلة فكانت غير قادرة على القراءة أوالقيام بأنشطة أساسية أخرى، وقد أنشأت الكاتبة الكندية «مارغريت إلينور آتوود مارغريت آتوود» العمل بمثابة تحذير حول الشمولية وقمع المرأة في العصر الحديث، على وجه الخصوص، كانت قد حصلت على زمالة في برلين التي كانت مقسمة آنذاك في أوائل الثمانينيات، وزارت المناطق التي يسيطر عليها الاتحاد السوفيتي، وشهدت حالة من اليأس العام، والتي ساعدت على إلهام بدايات الكتاب.